# Garnzell
Garnzell ist ein Gemeindeteil der Gemeinde Buch am Erlbach im niederbayerischen Landkreis Landshut. Bis 1971 bildete es eine selbstständige Gemeinde.

## Lage
Das Dorf Garnzell liegt etwa fünf Kilometer östlich von Buch am Erlbach.

## Geschichte
Garnzell gehörte im Mittelalter und der frühen Neuzeit zur Hofmark Vilsheim. Die Gemeinde Garnzell bestand seit dem Jahr 1818 als Folge der Reformen des Grafen Montgelas. Sie umfasste die Orte Vatersdorf (Gemeindesitz), Bendlreuth, Dirnaibach, England, Garnzell, Holzen, Holzhäuseln, Holzmühl (mit Holzhäuseln verbunden), Laufenau, Ried, Rothenkasten, Sochenberg, Thann, Tristl a.Damm und Westendorf. Am 1. Oktober 1971 kam es zum Zusammenschluss der Gemeinden Buch a.Erlbach und Garnzell.